# 减焦镜
减焦镜是一种光学组件，用于放置在望远镜或镜头的后组，通过进一步汇聚光线，以达到降低焦距的目的。
同时由于光线的汇聚，使得等效面积的光通量增加，用于曝光计算时，T光圈增加。这一点刚好与增距镜相反。

## 天文观测用减焦镜
天文用的减焦镜用于放置在望远镜的后组，达到缩焦的目的。

## 摄影摄像用减焦镜
摄影摄像用减焦镜，主要用于将较大像场的镜头在较小幅面机身使用，可以增加进光量，尽量还原视角，减少焦距转换率的影响，方便取景与拍摄。
- Speed Booster

Metabones推出的索尼NEX系列接环，可以在NEX上转接使用佳能EF镜头，实现除了自动对焦外的所有功能，包括IS影像稳定器（也就是佳能的镜头防抖功能）。之后在2012年年末推出了改进型的产品，除了实现自动对焦功能外，最为吸引眼球的是，利用减焦镜组可以在APS-C幅面上达到接近135全幅的视角。
后口除了支持索尼E接环外，也有转接到富士X卡口的减焦镜接环；前端除了支持佳能EF，同时还有支持徕卡R接环镜头，ALPA镜头，YC接环镜头等。
- Lens Turbo

沈阳中一在2013年的一篇无忌帖子中披露有意制造NEX用减焦镜。
目前，已经投放宾得PK卡口，尼康AI口以及佳能FD卡口转接减焦镜；后口仅支持索尼E接环。

## 引用与参考
1. ↑  国产增光镜接环研制成功 （页面存档备份，存于） — 色影无忌